# Master Franchising
Ein Masterfranchising ist ein indirektes internationales Franchisingsystem. Es handelt sich um ein dreistufiges System, welches den Inhaber des Franchising-Konzepts (der Marke), dem sogenannten Masterfranchisegeber, den Masterfranchisenehmer und den Sub-Franchisenehmer beinhaltet. Der Masterfranchisenehmer ist  in diesem System Franchisenehmer und Franchisegeber zugleich, er bekommt die Verantwortung eines Franchising-Systems für eine große Region, zumeist einer bestimmten Nation übertragen. Der Masterfranchisenehmer richtet das Konzept oft zusätzlich auf die Landeskultur aus, bevor er das Konzept an lokale Sub-Franchisenehmer weitergibt.

## Vorgang
Das expandierende Unternehmen verkauft vertraglich ihr Konzept an den Masterfranchisenehmer, welcher wiederum Franchise-Lizenzen an Sub-Franchisenehmer vergibt. Der Masterfranchisenehmer hat die Aufgabe, einen Verwaltungsbetrieb sowie ein eigenes Schulungs- und Akquisitionen-Konzept aufzubauen. Darüber hinaus wird das Konzept der nationalen Kultur und dem nationalen Recht angepasst.

## Vorteile für den Masterfranchisegeber
Ein Masterfranchising stellt für ein Unternehmen eine Expansionsmöglichkeit dar, welche vergleichsweise geringe Investitionen fordert, da der Masterfranchisegeber keinen eigenen Betrieb im Ausland aufbauen muss. Der Masterfranchisenehmer übernimmt den meisten finanziellen Aufwand, darüber hinaus auch das Risiko und den größten Teil des Arbeitsaufwandes.
Der Masterfranchisenehmer kann das Konzept besser an den nationalen Markt anpassen, da ihm die nationale Kultur, das nationale Steuer- und Wirtschaftsrecht geläufiger sind.

## Nachteile für den Masterfranchisegeber
Durch den geringen Aufwand des Masterfranchisegebers, fallen die Gebühren im Vergleich zu einem herkömmlichen Franchising, vor allem in der Aufbauphase, gering aus.
Zudem sind die Einflussmöglichkeiten des Masterfranchisegebers beschränkt, da dieser keine rechtlichen Bindungen mit dem Franchisenehmer hat.
Sollte die Zusammenarbeit mit dem Masterfranchisenehmer nicht wie geplant funktionieren, kann dies schwerwiegende Schäden für das internationale Image der Unternehmensmarke haben.